# جون أ. لست
جون أ. لست (بالإنجليزية: John A. List)‏ هو اقتصادي وبروفيسور وأستاذ جامعي أمريكي، ولد في 25 سبتمبر 1968 في ماديسون في الولايات المتحدة.

## وصلات خارجية
- جون أ. لست على موقع ميوزك برينز (الإنجليزية)